# François-Dominique Barberie de Saint-Contest
Pour les articles homonymes, voir Barberie et Saint-Contest.
François-Dominique Barberie, marquis de Saint-Contest et de La Châteigneraie, est né le 26 juin 1701 et mort le 24 juillet 1754, est un diplomate et un homme d'État français.

## Biographie
Issu d'une ancienne famille normande qui avait contribué à maintenir la ville de Caen dans l'escarcelle de Louis XIII, en 1620, François-Dominique, fils du conseiller d'État Dominique-Claude Barberie de Saint-Contest, est très vite nommé avocat du roi au Châtelet de Paris avec dispense d'âge 27 novembre 1721 puis conseiller au parlement (1724), conseiller maître des requêtes ordinaire de l'hôtel-de-Ville (1728), intendant de Béarn (1737), de la généralité de Caen (1739) et à Dijon, de 1740 à 1749.
C'est sous son intendance qu'on substitua à l'ancienne route reliant Auxerre, Noyers et Montbard celle qui passa par Vermenton, Avalon et Semur-en-Auxois.
Le 15 juillet 1749, il fut chargé, en tant qu'ambassadeur de France en Suisse, et à l'instar de Champeaux, résident en France à Genève, de discuter avec la Suisse les points litigieux intéressant les territoires genevois situés en pays de Gex.
Nommé ambassadeur de France en Hollande, à l'hiver 1749, il ne se rendit toutefois à La Haye qu'en septembre de l'année suivante. Muni du brevet de conseiller maître des requêtes honoraires du roi (24 avril 1750), il revint bientôt de son ambassade à la demande de la marquise de Pompadour qui le nomma, le 11 septembre 1751, secrétaire d'État aux affaires étrangères, sur démission du marquis de Puisieux.
À ce ministère, il travailla à mettre en place contre l'Autriche, la Russie et l'Angleterre, un système fédératif réunissant la France, l'Espagne, la Suède, le Danemark, la Prusse et la Turquie. On lui reprocha d'ailleurs par la suite de ne pas maintenir ce système dont marquise de Pompadour, le maréchal de Noailles et le marquis de Saint-Severin étaient les têtes pensantes.
On disait de Saint-Contest qu'il « avait peu d'élévation et d'étendue dans les vues, des conceptions médiocres ; mais il portait très loin l'amour de la paix »
Au crépuscule de sa vie, il fut fait prévôt et maître des cérémonies des ordres du roi, le 12 mai 1754.
Il avait épousé, le 27 septembre 1735, Jeanne-Monique des Vieux, qui fut une salonnière dijonnaise.
Parmi leurs enfants on note : 
- Marguerite-Marie-Louise-Victoire Barberie de Saint-Contest (née le 13 mars 1738), mariée 
  - le 6 juin 1753 à Louis-Henri-Félix du Plessis-Châtillon (1726-1754), comte de Châteaumeillan
  - le 18 mai 1756 à Charles-Louis-Joseph-Alexandre de Canouville, Marquis de Raffetot.